# 纳古镇
纳古镇，是中华人民共和国云南省玉溪市通海县下辖的一个镇。

## 行政区划
纳古镇下辖以下地区：
纳家营村和古城村。